# عيسى المنصوري

## عيسى المنصوري
عيسى المنصوري فنان إماراتي ولد في لبنان من اب إماراتي وأم لبنانية.

### عن حياته
ولد في لبنان ، وهو المولود الثالث بين أخ وأختين. ترعرع ودرس وقضى طفولته في لبنان و حصل على شهادة الثانوية منها.انتقل بعدها إلى موطنه الإمارات العربية المتحدة ليكمل دراسته الجامعية.

### طفولته
أحب منذ صغره الاستماع للموسيقى وخاصة الطربية منها. كان دائم السمع والإنصات إلى عبد الحليم حافظ و محمد عبد الوهاب و أم كلثوم وغيرهم إلى أن اكتشف أبويه موهبته منذ نعومة أظافره حيث كان يحب العزف على آلة البيانو منذ عمر السادسة. اقتنى أول آلته المفضلة وهو في الثامنة من عمره وصار يعزف يومياً لينمّي موهبته إلى أن اتقن العزف في فترة وجيزة وأصبح يعزف في حفلات مدرسته في صيدا في مختلف أنواعها. في عمر الثانية عشرة إكتشفه المخرج اللبناني عبد العزيز عيسى - حيث كان أستاذاً للموسيقى آنذاك - واكتشف موهبته وبأنه يمتلك صوتاً حساساً فشجعه على الغناء حيث كان يخصص من وقته بعد المدرسة ليجلس معه ويعلمه أصول الغناء. غنّى عيسى لأول مرة على مسرح مدرسته وهو في الرابعة عشره من عمره واختار أغنية إسأل روحك لكوكب الطرب أم كلثوم حيث رافقه عبد العزيز بآلة العود. أحب الجميع صوته من معلمين ومعلمات واصدقائه والحضور و منذ ذلك الوقت أحب المنصوري آلة العود وتشجع للتعلم عليها فتسجل في المعهد العالي في الموسيقى - الكونسرفتوار - في لبنان وأضاف مادة الغناء الشرقي إليها.

### بين لبنان والإمارات
لم يلبث أن يكمل سنتين في المعهد العالي للموسيقى إلى أن اضطر إلى العودة إلى أرض وطنه لاكمال دراسته بعد الثانوية لكن هذا لم يوقفه عن ممارسة هوايته المفضلة. كان يعلم نفسه تلقائيا مما اكتسبه من خبرات على مدى سنتين على الآلة الجديدة التي أحبها وواصل تدريباته الصوتية أيضاً لينمي من قدراته.

### مشواره الفني
كان له عدة صلات مع فنانين في لبنان و اكتسب صداقات جديدة في الوسط الفني في الإمارات الذين شجعوه على دخول هذا المجال ولكن لم يقتنع وكان هدفه الرئيسي الحصول على شهادته الجامعية أولاً وظلّت موهبة فقط بين الأصدقاء في جلساتهم إلى أن قرر الدخول فعلياً في سنة 2011.
طرح في عام 2012 و 2013 أغنيتان تحملان طابع الإيقاع العراقي والشبابي بعنوان مساء الخير حيث اختار كلماتها من صديقه المقرّب الشاعر علي العمري و من وين القمر من ألحان وتوزيع عمرو العزبي حيثوا لم يلاقوا النجاح الباهر بما أنه وجه جديد على الساحة الفنية، ليقرر بعدها التعامل مع الشاعر سلطان مجلي بعد أن عرّفه الملحن الإماراتي الكايد عليه الذي كان قد تعامل معاه في أغنية من وين القمر و كانت من كلمات الكايد نفسه. كانت الأغنية تحمل عنوان سواهي ذات طابع إماراتي غريب كانت من توزيع محمد سعد حيث استطاع من خلالها الوصول إلى قلوب الناس وعُرضت الأغنية على إذاعة إمارات اف ام التي التقى رئيسها الأستاذ يعقوب الروسي و نائبه ومدير الإنتاج صالح العلي اللذان شجعاه بدورهما على إكمال مسيرته.
فاجأ جمهوره من خلال أغنية اختتم عام 2013 بها من ألحانه تحمل عنوان متى نشوفك و لاقت نجاحاً باهراً في الخليج العربي ليلقى الإطراء كفنان وملحّن صاعد.

### أعماله
2012 م:
- أغنية مساء الخير (كلمات علي العمري - الحان عمرو العزبي)

2013 م:
- أغنية من وين القمر (كلمات الكايد - الحان عمرو العزبي)
- أغنية سواهي (كلمات سلطان مجلي - الحان الكايد)

تم تقديمها في عيد الفطر المبارك
- متى نشوفك (كلمات محمد صالح القحطاني - الحان عيسى المنصوري)

للاستماع للأغاني